# Petite rivière Cachée (rivière Cachée)
Pour les articles homonymes, voir Rivière Cachée.
La Petite rivière Cachée est un affluent de la rive est de la rivière Cachée, coulant au nord du fleuve Saint-Laurent, entièrement dans le parc national du Mont-Tremblant, dans la région administrative des Laurentides, au Québec, au Canada.
La Petite rivière Cachée traverse les municipalités régionales de comté suivantes :
- MRC Antoine-Labelle : la municipalité de La Macaza ;
- MRC Les Laurentides : les municipalités de Lac-Supérieur et de Labelle.

Ce cours d’eau coule entièrement dans une petite vallée en zone forestière, sans villégiature.
La surface de la Petite rivière Cachée est généralement gelée de la mi-décembre jusqu’en fin mars. Historiquement, la foresterie et les activités récréotouristiques ont été les activités dominantes de ce bassin versant.

## Géographie
La Petite rivière Cachée prend sa source à l’embouchure du lac Solidaire (longueur : 0,2 km ; altitude : 541 m) dans le parc national du Mont-Tremblant, dans la municipalité de Lac-Supérieur. Ce lac est situé sur le versant Sud de la montagne de Mont Tremblant.
L’embouchure du lac Solidaire est située à 14,3 km au nord du village de Mont-Tremblant, à 7,0 km au nord de la confluence de la « Petite rivière Cachée » et à 13,1 km au nord-est du centre du village de Labelle.
À partir de l’embouchure du lac Solitaire, la Petite rivière Cachée coule sur 8,6 km, selon les segments suivants :
- 3,1 km vers le sud-ouest dans la municipalité de Lac-Supérieur, jusqu’à la limite de la municipalité de La Macaza ;
- 1,4 km vers le sud-ouest dans La Macaza, jusqu’à la limite de la municipalité de Labelle ;
- 4,1 km vers le sud-ouest dans Labelle, jusqu’à la confluence de la rivière[2].

La Petite rivière Cachée se déverse dans un coude de rivière sur la rive est de la rivière Cachée. Cette confluence est localisée à la limite sud-Ouest du parc national du Mont-Tremblant dans la municipalité de Labelle (Québec). Plus spécifiquement, cette confluence est située à :
- 1,8 km au nord du lac Tremblant ;
- 9,3 km au nord-ouest de l’embouchure du lac Tremblant ;
- 6,3 km à l'est du centre-ville de Labelle.

## Toponymie
La désignation Petite Rivière Cachée figure sur une carte de 1903 du canton de Joly.
Le toponyme Petite rivière Cachée a été officialisé le 5 décembre 1968 à la Commission de toponymie du Québec.